# Scusate se esisto!
Scusate se esisto! is een Italiaanse komische film uit 2014, geregisseerd door Ricardo Milani. 
De filmmakers hadden een film voor ogen over hoe vrouwen zich lastig staande kunnen houden in beroepen die door mannen worden gedomineerd. De hoofdpersoon en haar levensverhaal zijn fictief, maar het door de hoofdpersoon gepresenteerde ontwerp ter renovatie van de Corviale, een gebouwencomplex in een buitenwijk van Rome, was een daadwerkelijk bestaand ontwerp uit 2009 van de Italiaanse architecte Guendalina Salimei. Het ontwerp werd vanaf 2019 daadwerkelijk geïmplementeerd.

## Verhaal
Serena Bruno is een architecte, afkomstig uit het Italiaanse bergdorpje Anversa, met een briljante carrière in Londen. Ze besluit om terug te keren naar Italië om te werken in Rome. Maar als vrouw is het moeilijk om op haar niveau goed architectenwerk te vinden. In plaats daarvan heeft ze een baantje als serveerster in het restaurant van de charmante en aantrekkelijke Francesco, een homo waar ze als een blok voor valt. 
Om als hoofdarchitect mee te kunnen werken aan de herwaardering van het gebouwencomplex Corviale geeft Serena Bruno zich uit voor de assistente van de grote architect Bruno Serena, en weet ze Francesco over te halen om het gezicht van deze architect te spelen.

## Rolverdeling
| Acteur              | Personage      |
| ------------------- | -------------- |
| Paola Cortellesi    | Serena Bruno   |
| Raoul Bova          | Francesco      |
| Corrado Fortuna     | Pietro         |
| Lunetta Savino      | Michela        |
| Marco Bocci         | Nicola         |
| Ennio Fantastichini | Dr. Ripamonti  |
| Cesare Bocci        | Volponi        |
| Stefania Rocca      | Maria          |
| Armando De Razza    | Ennio Tintozzi |

## Productie
De film bracht op het openingsweekend 1,5 miljoen euro aan de kassa op en in totaal circa 5,5 miljoen euro.

## Prijzen en nominaties
De belangrijkste:
| Jaar | Prijs                    | Categorie            | Genomineerde(n)  | Uitslag     |
| ---- | ------------------------ | -------------------- | ---------------- | ----------- |
| 2015 | Premi David di Donatello | Beste actrice        | Paola Cortellesi | Genomineerd |
| 2015 | Nastro d'Argento         | Premio Nino Manfredi | Paola Cortellesi | Gewonnen    |